# Nair Anaya
Nair María Anaya Ferreira (Ciudad de México, 26 de agosto de 1956) es una investigadora, traductora y académica mexicana.

## Formación académica y desarrollo profesional
Nair Anaya es licenciada en Letras Inglesas por la Universidad Nacional Autónoma de México (UNAM). Maestra y Doctora en Literatura Inglesa por el Queen Mary College de la Universidad de Londres. Miembro del Sistema Nacional de Investigadores (SNI), Nivel II, y miembro del Seminario Permanente de Traducción Literaria (FFyL), es profesora titular de la Facultad de Filosofía y Letras (FFyL) de la UNAM.
Sus principales líneas de investigación son la literatura poscolonial anglófona, en especial de África y el Caribe; los estudios culturales; la teoría y la historia de la traducción; y el análisis del discurso colonial.
Ha colaborado para el Anuario de Letras Modernas Blanco , El Rialto (Inglaterra) y las revistas Blanco Móvil y Valenciana. Fue Becaria FONCA de Traducción Literaria en 1994 y 1997.
Fue profesora en el Programa para la Formación de Traductores de 1992 a 2004 y de la Maestría en Traducción de 2004 a 2012 en El Colegio de México (COLMEX).
De 2001 a 2013, fue coordinadora del Posgrado en Letras de la UNAM.

## Premios
Obtuvo el Premio Nacional de Ensayo Malcolm Lowry, otorgado por el Instituto Nacional de Bellas Artes (INBA) y el Gobierno del Estado de Morelos, en 1999, por Memorias de obsidiana: los aztecas y la conquista en la literatura inglesa. En 2018, ganó el Premio Bellas Artes de Traducción Literaria Margarita Michelena por Condiciones nerviosas de la escritora Tsitsi Dangarembga.

## Obras publicadas
- Las voces de Calibán. Narrativa en inglés en África, Australia, Canadá, el Caribe y la India. (1993). México: Universidad Pedagógica Nacional (Los Cuadernos del Acordeón).
- Literatura anglófona: del yugo colonial a la liberación creativa. (2000). México, D. F.: Universidad Nacional Autónoma de México.
- La otredad del mestizaje: América Latina en la literatura inglesa. (2001). México, D. F.: Universidad Nacional Autónoma de México (Colección Seminarios) / Facultad de Filosofía y Letras (UNAM).
- Leer, traducir, reescribir. (2014). Coordinación de Nair María Anaya Ferreira. México, D. F.: Universidad Nacional Autónoma de México / Consejo Nacional para la Cultura y las Artes / Fondo Nacional para la Cultura y las Artes / Bonilla Artigas Editores (T de Traducción).
- Inventar la India: representaciones disciplinarias a partir de la historia, las humanidades y las artes. (2019). México, CDMX: Universidad Nacional Autónoma de México, PUEAA

## Traducciones[7]
- Veintiún cuentos. (1992). Greene, Graham.
- ¿Dónde es aquí? 25 cuentos canadienses: panorama de las letras canadienses, Tomo I. (2002).
- De Hardy a Heaney: poesía inglesa del siglo XX. (2003).
- Una lengua injertada: poesía irlandesa del siglo XX. (2003).
- Ensayos sobre poscolonialismo y literatura. (2008).
- Todos cuentan: narrativa africana contemporánea (1960-2003). (2012). vol. 2.
- Huesos de jilguero. (2015). Frame, Janet.
- Condiciones nerviosas. (2017). Dangarembga, Tsitsi.